# Orignolles
Orignolles é uma comuna francesa na região administrativa da Nova Aquitânia, no departamento de Charente-Maritime. Estende-se por uma área de 13,66 km². Em 2010 a comuna tinha 688 habitantes (densidade: 50,4 hab./km²).